# 삼성동 (강남구)
삼성동(三成洞)은 대한민국 서울특별시 강남구에 있는 법정동이다.

## 개요
오늘날의 삼성동 지역은 조선시대 말기까지 경기도 광주군 언주면에 속했으며 1914년 3월 1일 일제에 의한 경기도 구역 확정 때 자연부락인 부렴마을, 무동도마을, 닥점마을 혹은 부리도리(浮里島里), 무동도리(舞童島里), 저자도리(楮子島里)를 합하여 ‘삼성리’(三成里)라 명명한 데서 이름이 유래한다. 부리도는 잠실섬의 서쪽에 딸려 있던 섬인데 오늘날 대부분의 땅이 직강화된 탄천 너머의 송파구에 속하고 다만 오늘날 삼성동과 가까운 서남부에 부렴마을이 위치해 있었다. 무동도는 봉은사 동쪽에 있던 섬으로 오늘날 삼성동에 속하는 육지이다. 저자도리(닥점마을)은 닥나무를 파는 상점이 있다 하여 붙은 이름인데 압구정과 옥수 사이에 있던 사라진 하중도인 저자도와의 관계는 불명이다.
삼성2동은 강남구청이 소재하고 있는 강남구의 중심부로, 테헤란로, 학동로, 삼성로, 선릉로를 경계로 한다. 테헤란로 주변으로 업무용 빌딩이 밀집되어있고, 대단위 아파트단지와 일반주거 지역으로 구성되어 있으며 56,000여평의 선정릉은 수목이 울창하여 지역주민의 산책 등 휴식공간으로 사랑받고 있다.

## 연혁
- 1914년 3월 1일 경기도 구역확정(경기도 광주군 언주면 삼성리)
- 1963년 1월 1일 경기도에서 서울특별시 언주출장소 수도동으로 편입
- 1970년 5월 18일 수도동이 청담동으로 개칭
- 1977년 9월 1일 청담동에서 삼성동이 분동
- 1985년 9월 1일 삼성동이 삼성1동, 삼성2동으로 분동

## 아파트
| 단지명                 | 건설사              | 시행사                                | 주소                    | 입주        | 비고                        |
| ---------------------- | ------------------- | ------------------------------------- | ----------------------- | ----------- | --------------------------- |
| 래미안 삼성1차 (105)   | 삼성물산㈜ 건설부문 | 삼성물산㈜ 건설부문                   | 강남구 영동대로114길 56 | 2005년 12월 |                             |
| 래미안 삼성2차         | 삼성물산㈜ 건설부문 | 해청아파트 1단지 재건축조합           | 강남구 선릉로130길 20   | 2007년 5월  | 해청1단지 재건축            |
| 래미안 라클래시        | 삼성물산㈜ 건설부문 | 상아아파트 2차 주택재건축정비사업조합 | 강남구 삼성로 651       | 2021년 9월  | 삼성상아2차 재건축          |
| 삼성센트럴 아이파크    | 현대산업개발        | 상아3차아파트 주택재건축정비사업조합  | 강남구 삼성로 629       | 2018년 3월  | 삼성상아3차 재건축          |
| 롯데캐슬 킹덤          | 롯데건설            | 영동삼익아파트 재건축조합             | 강남구 선릉로112길 53   | 2005년 11월 | 영동삼익 재건축             |
| 삼성 롯데캐슬 프리미어 | 롯데건설            | 해청아파트 2단지 재건축조합           |                         | 2007년 3월  | 해청2단지 재건축            |
| 삼성 힐스테이트 1단지  | 현대건설            | 영동차관아파트 주택재건축정비사업조합 |                         | 2008년 12월 |                             |
| 삼성 힐스테이트 2단지  | 현대건설            | 영동차관아파트 주택재건축정비사업조합 |                         | 2008년 12월 |                             |
| 삼성 중앙하이츠빌리지  | 중앙건설            | 중앙건설                              | 강남구 학동로68길 30    | 2004년 12월 | 구 대한주택공사 연수원 부지 |

## 교육

### 삼성1동
- 서울봉은초등학교
- 봉은중학교
- 경기고등학교
- 서울정애학교*

### 삼성2동
- 서울삼릉초등학교
- 언주중학교

## 명소
- 봉은사
- 선정릉

선정릉은 수목이 울창하여 지역주민의 산책 등 휴식공간으로 사랑받고 있다. 조선왕조 제9대 성종과 2계비 정현왕후 윤씨의 능인 선릉과 제11대 중종의 능인 정릉을 합쳐 선정릉이라고 한다.
- 테헤란로
- 코엑스
- 무역센터

## 교통
- 서울 지하철 2호선
  - 삼성역
- 서울 지하철 9호선
  - 삼성중앙역
  - 봉은사역
  - 선정릉역
- 분당선
  - 선정릉역
- 주요 도로 : 영동대로

## 같이 보기
- 포스코